# 8078 Carolejordan
8078 Carolejordan eller 1986 RS2 är en asteroid i huvudbältet som upptäcktes den 6 september 1986 av den amerikanske astronomen Edward L.G. Bowell vid Anderson Mesa Station. Den är uppkallad efter Carole Jordan.
Asteroiden har en diameter på ungefär 3 kilometer.